# Valerius (Märtyrer)
Valerius ist der Name eines Heiligen aus der Zeit des Urchristentums. Er gilt als Schüler des heiligen Paulinus und als dessen Nachfolger als zweiter Bischof von Lucca. Er soll um das Jahr 90 zur Zeit der Regierung von Domitian als Märtyrer gestorben sein. Sein Gedenktag ist der 29. Januar.